# جوئلما (خواننده)
جوئلما دا سیلوا مندز که بیشتر با نام جوئلما شناخته می‌شود (زاده ۲۲ ژوئن ۱۹۷۴) خواننده، ترانه‌سرا و رقصنده برزیلی است. جوئلما این خواننده از ۱۹ سالگی کار خود را در سال ۱۹۹۴ آغاز کرد، و در سال ۱۹۹۸ با نوازنده و تهیه‌کننده، زیمبینها، آشنا شد و ازدواج کرد. با او گروه باندا کالیپسو را در ژوئن ۱۹۹۹ تشکیل داد با هم، به شهرت و موفقیت دست یافتند، و رکورددار فروش آلبوم در برزیل شدند، سیزده آلبوم استودیویی، ده آلبوم زنده و هشت آلبوم ویدیویی را راه اندازی کردند که موفقیت‌های تک آهنگی را به همراه داشت. در سال ۲۰۱۵، جوئلما و زیمبینها پایان ازدواج و گروه را اعلام کردند. جوئلما اولین آلبوم اختصاصی خود را در همان سال ضبط کردند.
در ۲۹ آوریل ۲۰۱۶، اولین آلبوم او به عنوان هنرمند انفرادی منتشر شد، نام همنام جوئلما، که از طریق یونیورسال موزیک منتشر شد، در جایگاه دوم جدول آلبوم طرفدار موسیقی برزیل برزیل (PMB) و نمودار آلبوم‌های بیلبورد برزیل را کسب کرد. در ۲۸ آوریل ۲۰۱۷، جوئلما اولین دی وی دی و آلبوم زنده به نام آوانته را منتشر کرد. این پروژه تک آهنگ‌هایی مانند " آمور نوو " با ویژگی‌های خواننده برزیلی ایوت سنگالو، و "Chora Não Coração" را تولید کرد.
جوئلما مندس داسیلوا در شهر آلمیریم پارا، در ۲۲ ژوئن ۱۹۷۴ (دختر ماریا د نازاره داسیلوا مندس و معدنچی طلا خوزه بناهوم مندس) به دنیا آمد. او پنجمین فرزند از هفت فرزند این زوج است. جوئلما مدعی است که در دوران کودکی قربانی خشونت خانگی بوده‌است. پدرش الکلی بود، و به‌طور وحشیانه به همسر و فرزندانش حمله کرد، و بعدها، زمانی که جوئلما تنها هشت سال داشت آنها را ترک کرد. به همین دلیل او و خواهران و برادرانش مجبور شدند فقط توسط مادرشان بزرگ شوند و حدود ۳۵ سال با پدرشان ارتباطی نداشتند. سال‌ها پس از رها شدن پدرش، دو برادرش به قتل رسیدند.